# Issigeac
Issigeac là một xã của Pháp, nằm ở tỉnh Dordogne trong vùng Aquitaine của Pháp.
Người dân địa phương trong tiếng Pháp gọi là Issigeacois.

## Thông tin nhân khẩu
| Năm    | 1962 | 1968 | 1975 | 1982 | 1990 | 1999 | 2004 |
| ------ | ---- | ---- | ---- | ---- | ---- | ---- | ---- |
| Dân số | 712  | 709  | 669  | 686  | 638  | 617  | 665  |